# Megachile michaelis
Megachile michaelis är en biart som beskrevs av Cockerell 1931. Megachile michaelis ingår i släktet tapetserarbin, och familjen buksamlarbin. Inga underarter finns listade i Catalogue of Life.